# Nachal Ezov
Nachal Ezov (hebrejsky: נחל אזוב) je vádí v severním Izraeli, v pohoří Karmel a v pobřežní nížině.
Začíná v nadmořské výšce okolo 250 metrů nad mořem, v jižní části města Haifa, na zalesněných svazích lemovaných haifskými čtvrtěmi Achuza, Šambur a Karmelija. Odtud vádí směřuje k severozápadu zalesněnou krajinou a prudce klesá do pobřežní nížiny. Zde je vádí svedeno do umělých vodotečí, které jsou zaústěny do Středozemního moře, přičemž úzký pruh pobřežní nížiny je z větší části stavebně využit. Přímo v prostoru vstupu vádí Nachal Ezov do pobřežní nížiny vyúsťují z Karmelu Karmelské tunely zprovozněné roku 2010 jako jedna z největších dopravních staveb v Izraeli.